# Кривбасспроект
«Кривбасспроект» — государственный институт по проектированию предприятий горнорудной промышленности, находящийся в городе Кривой Рог.

## История
Основан в 1930 году как проектная контора Южно-рудного треста (ЮРТ), в 1932 году реорганизован в Криворожское отделение института Южгипроруда. Согласно приказу № 906 Народного комиссариата тяжёлой промышленности от 27 декабря 1933 года криворожское отделение Южгипроруда было передано в подчинение управлению капитального строительства треста «Руда» с переименованием в институт «Кривбасспроект».
В конце 1934 года проверка института показала низкий уровень организации — громоздкая система управления, дублирующиеся функции, должности под определённых людей. Отсутствие утверждённых расценок на выполненные работы позволяло завышать ставки в 2—3 раза при постоянных срывах сроков. Некачественное выполнение проектов в 1936—1937 годах привёл к чисткам. В декабре 1937 года управляющий института Георгий Яковлевич Яковлев снят с должности и исключён из ВКП(б), под репрессии попал ряд сотрудников.
В 1940 году институт проектировал 160 объектов, по большей части незавершённые в 1939 году.
В довоенный период по проектам института в Кривбассе построены высокомеханизированные шахты имени Орджоникидзе и «Новая» рудоуправления имени Розы Люксембург, имени Коминтерна и «Новая» рудоуправления имени Карла Либкнехта, «Центральная» рудоуправления имени Кирова, «Гигант» и «Коммунар» рудоуправления имени Дзержинского.
В августе 1941 года институт был эвакуирован на Урал, многие сотрудники ушли на фронт.
В эвакуации институтом были выполнены проекты разработок для Высокогорского, Гороблагодатского, Богословского, Лебяжинского и Алапаевского рудников, Магнитогорского металлургического комбината. Совместно с проектировщиками «Уралгипроруда» специалисты института проектировали строительство Джездинского марганцевого рудника и железного рудника Караджал.
С февраля 1944 году институт возвратился в Кривой Рог, где начал работать над восстановлением промышленности разрушенного Кривбасса. В 1944–1945 годах по проектам института были восстановлены и введены в эксплуатацию 32 шахты, которые за этот период добыли 4,65 млн тонн железной руды. К началу 1950 года в Кривбассе были восстановлены все ранее действующие шахты. По проектам института построены и введены в эксплуатацию новые шахты и карьеры, что позволило в 1950 году довести добычу руды до 21 млн тонн.
К концу 1958 года по проектам института были построены шахты «Комсомольская № 1» рудника имени Розы Люксембург, «Южная» рудника ХХ партсъезда, «Октябрьская» рудника имени Коминтерна, «Комсомольская № 2» рудника имени К. Либкнехта, «Саксагань» рудника имени Ф. Э. Дзержинского, общая мощность которых составила 10 млн тонн в год.
В 1959—1973 годах институт работал над проектами генеральной реконструкции подземных рудников Кривбасса — обеспечением разработки месторождений богатых руд на глубинах до 1200—1500 м. Были построены и введены в эксплуатацию шахты «Гигант-Глубокая», № 1 и № 2 имени Артёма, имени Ленина, имени Фрунзе, «Заря», «Новая» и «Южная» рудоуправления имени Ильича, «Родина». В этот же период институт проектировал горно-обогатительные комбинаты.
Кривбасспроект участвовал в разработке государственной программы «Золото Украины», выполнил прогнозную технико-экономическую оценку промышленного значения наиболее перспективных месторождений золота.

## Деятельность
Институт специализируется на проектировании предприятий и объектов горнорудной промышленности. Также выполняет проекты по строительству объектов транспортного, энергетического, ремонтного хозяйства, тепловодо- и газоснабжения, бытового и культурного назначения.
Много проектных и конструкторских разработок выполнены на уровне изобретений, запатентовано более 160 разработок института.

## Персоналии
Директора:
- Кондратенко Е. А. (1933—1935);
- Яковлев Георгий Яковлевич (1935—1937);
- Науменко С. С. (1937—1941);
- Самохвалов П. В. (1944—1955);
- Синаренко И. О. (1955—1975);
- Кульбида Пётр Борисович (1975—1986);
- Дробин Георгий Фёдорович (2009);
- Перегудов Владимир Владимирович (с 2009).
- Герман Дмитрий Иванович (2022 - 2023)

Главными инженерами были Шильман Е. Н., Терещенко Ф. П., Райк А. М., Шильман А. М., Мясник С. Л., Лидневич Г. А., Жуков М. Н., Киселёв В. М., Дзюбенко М. Г., Сторожук В. П., Веселовский Г. С., Римарчук Б. И.

## Награды
- Орден Трудового Красного Знамени (20 декабря 1983) — за достигнутые успехи в проектировании новых и реконструкции действующих горнорудных предприятий, большой вклад в развитие сырьевой базы чёрной металлургии.

Дипломы I и II степени Министерства регионального развития и строительства Украины — за высокое качество проектирования объектов. Неоднократно был победителем конкурсов на лучшие здания и комплексы жилищно-гражданского и промышленного назначения.